# Lögdåkulltjärnen
Lögdåkulltjärnen är en sjö i Åsele kommun i Lappland och ingår i Lögdeälvens huvudavrinningsområde.